# Suze (Likör)

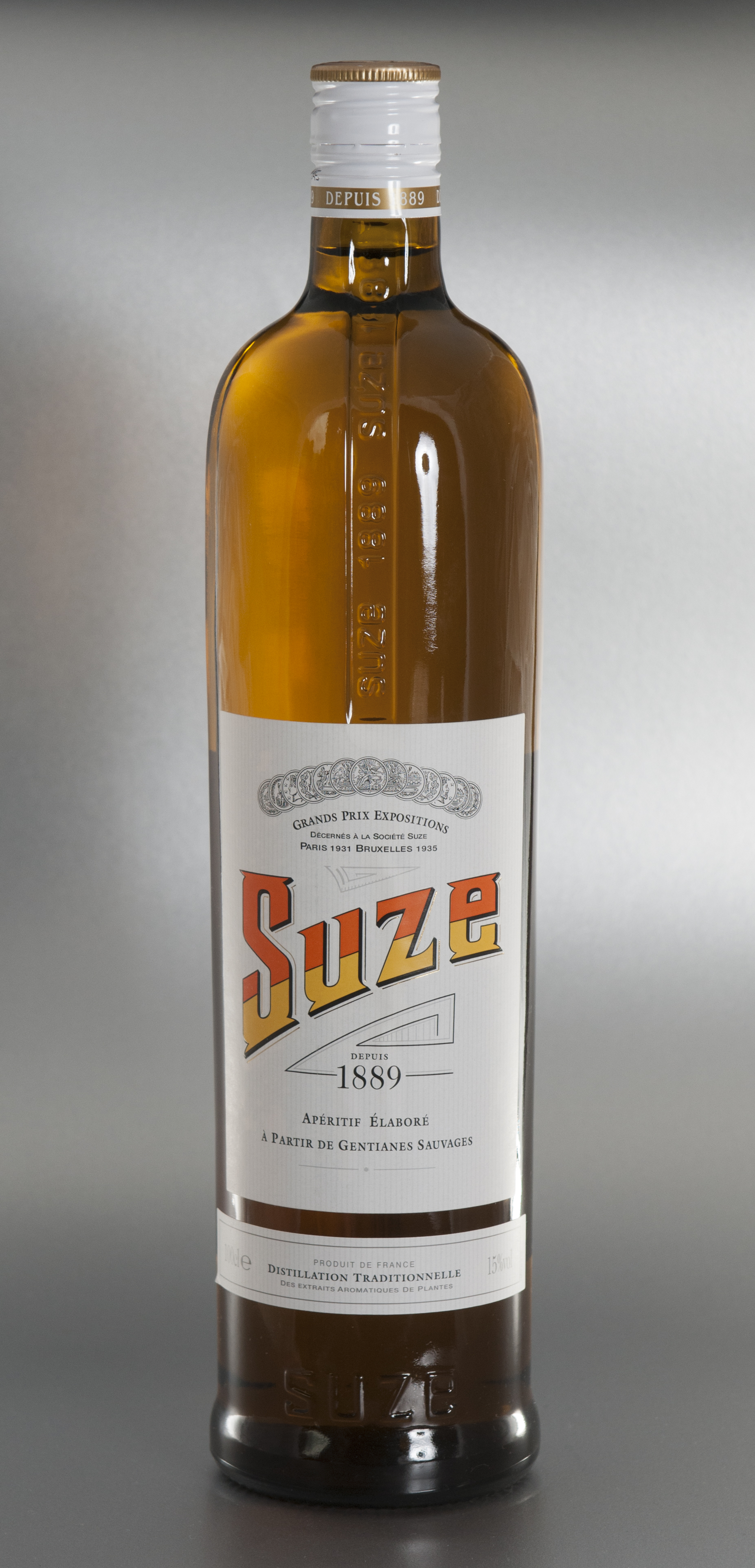
Suze in der 1-Liter-Flasche (2016)

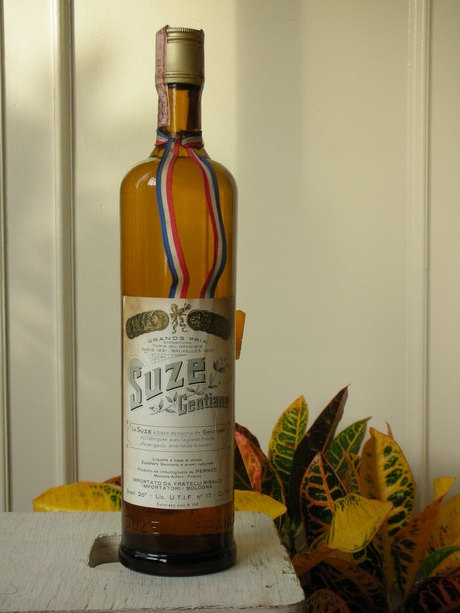
Eine historische Flasche Suze-Likör

Suze ist ein vor allem in Frankreich und der Westschweiz beliebter Enzian-Likör, der aufgrund seines bitter-süßlichen Geschmacks vor allem pur als Aperitif, aber auch in Cocktails vermixt genossen wird. Die Marke gehört heute zum französischen Spirituosenkonzern Pernod-Ricard.

## Herstellung
Über Zusammensetzung und Herstellung des Likörs ist nur bekannt, dass eine Mischung aus Wurzeln des Gelben Enzians mit weiteren Kräutern und Gewürzpflanzen eingemaischt und destilliert wird. Die so entstandene alkoholische Basis wird mit weiteren Pflanzenextrakten, Zucker und Wasser versetzt und mit 15 % vol, dem Mindest-Alkoholgehalt für Liköre nach der EU-Spirituosenverordnung, für Deutschland und die Schweiz abweichend mit 20 % vol abgefüllt. In Deutschland wird die Marke von der Weinbrennerei Jacobi vertrieben.

## Geschichte
Die Entstehungsgeschichte des Likörs ist teilweise widersprüchlich. Einer Version zufolge entwickelte Fernand Moureaux die Rezeptur 1885 in Frankreich. Moureaux habe keinen Aperitif auf der Basis von Wein herstellen wollen, wie das Ende des 19. Jahrhunderts üblich war, sondern verwendete die Wurzeln des Gelben Enzians. Er soll den Aperitif als Picotin verkauft und erst 1898, als er schon breiter vermarktet wurde, nach seiner Schwägerin Susanne Jaspert in „Suze“ umbenannt haben. 1922 gründete er schließlich die Destillerie Suze. 
Einer anderen Version zufolge soll das Rezept von dem Schweizer Hans Kappeler aus dem Dorf Sonvilier im Berner Jura erfunden worden sein. Er habe das Getränk unter dem Namen Gold der Alpen an die Bauern der Umgebung verkauft, die Marke jedoch nicht geschützt. Krank und ruiniert sei er schließlich gezwungen gewesen, das Rezept 1914 einem französischen Industriellen zu verkaufen. Dabei soll er zu ihm gesagt haben: „Sie werden sehen, Ihr Getränk fließt in Frankreich wie der Bach Suze vor unseren Füßen“. Ein Indiz für diese Geschichte ist, dass der Gelbe Enzian vor allem auf den Weiden des Berner Juras gedeiht. Eine Tochter von Hans Kappeler soll im Jahr 1995 bestätigt haben, dass ihr Vater das Rezept einem Franzosen verkaufen musste.
Auf der Hersteller-Website beginnt die geschichtliche Darstellung 1889, als der Likör auf der Weltausstellung eine Goldmedaille erhielt. 1896 entwarf Henri Porte die charakteristische schlanke Flasche. 1900 folgte eine weitere Goldmedaille. Eine Markeneintragung in Frankreich erfolgte 1912. Der Franzose Moreaux wird erst in Zusammenhang mit ersten, an Häusern angebrachten Werbetafeln in den 1920er Jahren erwähnt. 1933 gehörte die Marke zu den Sponsoren der Tour de France. 1982 wurde ein Verkaufsrekord mit einer Absatzmenge von 15 Millionen Litern erreicht.
Traditionell gibt es eine enge Verbindung zu verschiedenen Künstlern. Auf einer Collage von Pablo Picasso aus dem Jahr 1912 ist bereits eine Suze-Flasche zu sehen. Seit 2001 gibt es immer wieder Sondereditionen, die von Künstlern gestaltet werden.